# شچچینک
شچچینک (به لهستانی:  Szczecinek) یک منطقهٔ مسکونی در لهستان است که در شهرستان شچچینک واقع شده‌است. شچچینک ۴۸٫۶۳ کیلومتر مربع مساحت و ۴۰٬۲۱۱ نفر جمعیت دارد.

## خواهرخوانده
شهرهای نوی‌اشترلیتس، برخن اپ زوم، Noyelles-sous-Lens و سادرهامن خواهرخوانده‌های شچچینک هستند.